# نهاد اجتماعی
نَهاد (به انگلیسی: Institution) یا نهاد اجتماعی که گاهی مؤسسه یا سازمان اجتماعی نیز نامیده می‌شود یکی از ساختارهای اجتماعی است. نهادها، ساختارها و سازوکارهای نظم و همکاری هستند که رفتار گروه‌های انسانی را در اجتماعات معین راهبری می‌کنند. نهادها، از طریق اهداف و پایداری اجتماعی و زندگی‌ها و مقاصد افراد انسانی بازشناسی می‌شوند و با ساختن و تقویت قواعد، رفتار افراد را در مناسبات اجتماعی هدایت می‌کنند. 
واژه «نهاد» معمولاً برای اشاره به آداب و رسوم و الگوهای رفتاری ای که برای جامعه و همچنین سازمان‌های رسمی خاص دولتی و خدمات عمومی اهمیت دارد، به کار می‌رود. 
نهادها، به عنوان ساختارها و سازوکارهای نظم اجتماعی، درمیان افراد جامعه، یکی از اصلی‌ترین موضوعات مطالعه در علوم اجتماعی و اقتصاد به‌شمار می‌آیند. نهادها در رشته حقوق، دغدغه اصلی و در مقررات‌گذاری‌های سیاسی و تقویت روابط اجتماعی سازوکار رسمی به حساب می‌آیند. ایجاد و تحول نهادها یک موضوع اصلی در تاریخ نیز محسوب می‌گردد.
برای اجرای مدیریت شهری و کشوری در شهرها و روستاها سازمان‌ها و ارگان‌های گوناگون دولتی مستقر شده‌اند. ادارات کل و نهادهای مربوطه معمولاً در شهرهای بزرگ یا مراکز استان‌ها قرار دارند. تعداد این نهادها در ایران به بیش از ۱۳۰ عدد می‌رسد. نهاد واژه‌ای عمومی دربرگیرندهٔ اداره، ستاد، کمیته، بنیاد، سازمان، ارگان، تعاونی، نهضت، جمعیت، انجمن، سرپرستی، مرکز، کانون، آموزشگاه، وزارتخانه، شرکت، تشکل، مؤسسه، بنگاه، مجمع، حزب، جبهه، شورا، شرکت، خانه، گروه، هیئت، سرای، دفتر، شبکه و غیره است که کمابیش هرکدام تعریف خود را دارد و حوزه و قوانین کاری هر گونه از نهادها با هم مقداری تفاوت دارد.